# Lonnie Donegan
Lonnie Donegan je umělecké jméno Anthonyho Jamese Donegana (29. dubna 1931 – 3. listopadu 2002) byl britský zpěvák, skladatel a hudebník. Je nazýván the King of Skiffle. Významně ovlivnil mnoho známých britských popových hudebníků šedesátých let.

## Diskografie

### Singly
- „Rock Island Line“ / „John Henry“ (1955) – UK #8 †
- „Diggin' My Potatoes“ / „Bury My Body“ (1956) †
- „Lost John“ / „Stewball“ (1956) – UK #2 †
- „Bring A Little Water, Sylvie“ / „Dead or Alive“ (1956) ‡
- „On A Christmas Day“ / „Take My Hand Precious Lord“ (1956) ‡
- „Don't You Rock Me Daddy-O“ (1957) – UK #4 ‡
- „Cumberland Gap“ (1957) – UK #1 ‡
- „Gamblin' Man“ / „Puttin' On the Style“ (1957) – UK #1 ‡
- „My Dixie Darlin'“ / „I'm Just a Rolling Stone“ (1957) – UK #10 ‡
- „Jack O' Diamonds“ / „Ham 'N' Eggs“ (1957) – UK #14 ‡
- „The Grand Coulee Dam“ / „Nobody Loves Like an Irishman“ (1958) – UK #6 ‡
- „Midnight Special“ / „When The Sun Goes Down“ (1958) ‡
- „Sally Don't You Grieve“ / „Betty, Betty, Betty“ (1958) – UK #11 ‡
- „Lonesome Traveller“ / „Times are Getting Hard, Boys“ (1958) – UK #28 ‡
- „Lonnie's Skiffle Party“ / „Lonnie Skiffle Party Pt.2“ (1958) – UK #23 ‡
- „Tom Dooley“ / „Rock O' My Soul“ (1958) – UK #3 ‡
- „Does Your Chewing Gum Lose Its Flavour (On the Bedpost Overnight?)“ / „Aunt Rhody“ (1959) – UK #3 ‡
- „Fort Worth Jail“ / „Whoa Buck“ (1959) – UK #14 ‡
- „Bewildered“ / „Kevin Barry“ / „It is No Secret“ / „My Laggan Love“ (1959) ‡
- „Battle of New Orleans“ / „Darling Corey“ (1959) – UK #2 ‡
- „Sal's Got A Sugar Lip“ / „Chesapeake Bay“ (1959) – UK #13 ‡
- „Hold Back Tomorrow“ - UK #26 ¶
- „San Miguel“ / „Talking Guitar Blues“ (1959) – UK #19 ‡
- „My Old Man's a Dustman“ / „The Golden Vanity“ (1960) – UK #1 ↑
- „I Wanna Go Home (Wreck Of the 'John B')“ / „Jimmy Brown The Newsboy“ (1960) – UK #5 ↓
- „Lorelei“ / „In All My Wildest Dreams“ (1960) – UK #10
- „Rockin' Alone“ - UK #44 ♠
- „Lively“ / „Black Cat (Cross My Path Today)“ (1960) – UK #13 ↑
- „Virgin Mary“ / „Beyond The Sunset“ (1960) – UK #27
- „(Bury Me) Beneath The Willow“ / „Leave My Woman Alone“ (1961)
- „Have A Drink on Me“ / „Seven Daffodils“ (1961) – UK #8 ↑
- „Michael, Row the Boat“ / „Lumbered“ (1961) – UK #6 ↑
- „The Comancheros“ / „Ramblin' Round“ (1961) – UK #14
- „The Party's Over“ / „Over the Rainbow“ (1962) – UK #9
- „I'll Never Fall in Love Again“ / „Keep on the Sunny Side“ (1962)
- „Pick A Bale of Cotton“ / „Steal Away“ (1962) – UK #11 ↑
- „The Market Song“ / „Tit-Bits“ (1962)
- „Losing By A Hair“ / „Trumpet Sounds“ (1963)
- „It Was A Very Good Year“ / „Rise Up“ (1963)
- „Lemon Tree“ / „I've Gotta Girl So Far“ (1963)
- „500 Miles Away From Home“ / „This Train“ (1963)
- „Beans in My Ears“ / „It's a Long Road to Travel“ (1964)
- „Fisherman's Luck“ / „There's A Big Wheel“ (1964)
- „Get Out Of My Life“ / „Won't You Tell Me“ (1965)
- „Louisiana Man“ / „Bound For Zion“ (1965)
- „World Cup Willie“ / „Where In This World are We Going?“ (1966)
- „I Wanna Go Home“ / „Black Cat (Cross My Path Today)“ (1966)
- „Aunt Maggie's Remedy“ / „(Ah) My Sweet Marie“ (1967)
- „Toys“ / „Relax Your Mind“ (1968)
- „My Lovely Juanita“ / „Who Knows Where the Time Goes?“ (1969)
- „Speak To The Sky“ / „Get Out of My Life“ (1972)
- „Jump Down Turn Around (Pick a Bale of Cotton)“ / „Lost John Blues“ (1973 – vydáno pouze v Austrálii)
- „Censored“ / „I've Lost My Little Willie“ {1976}

### Alba
- Lonnie Donegan Showcase (prosinec 1956) – UK # 2; UK #26 ‡
  - „Wabash Cannonball“ / „How Long“ / „How Long Blues“ / „Nobody's Child“ / „I Shall Not Be Moved“ / „I'm Alabamy Bound“ / „I'm a Rambling Man“ / „Wreck of the Old 97“ / „Frankie and Johnny“
- Lonnie (listopad 1957) – UK # 3
- Tops with Lonnie (září 1958)
- Lonnie Rides Again (květen 1959)
- Does Your Chewing Gum Lose Its Flavour (On The Bedpost Overnight) (1961)
- More! Tops with Lonnie (duben 1961)
- Sing Hallelujah (prosinec 1962)
- The Lonnie Donegan Folk Album (srpen 1965)
- Lonniepops – Lonnie Donegan Today (1970)
- The Great Re-Union Album (1974)
- Lonnie Donegan Meets Leinemann (1974)
- Country Roads (1976)
- Puttin' on the Style (únor 1978)
  - podíleli se na něm hostující hudebníci, mimo jiné Rory Gallagher, Elton John, Brian May a Ringo Starr.
- Sundown (květen 1979)
- Muleskinner Blues (leden 1999)
- The Skiffle Sessions – Live in Belfast (2000) – UK #14 †
  - nahráno v listopadu 1998 s Van Morrisonem, Chrisem Barberem a dalšími.
- This Yere de Story (2004)
- The Last Tour (2006) [1]
- Jubilee Concert 1st Half (2007)
- Jubilee Concert 2nd Half (2007)
- Lonnie Live! Rare Tapes from the Late Sixties (2008)
- Donegan On Stage – Lonnie Donegan at Conway Hall

### Kompilační alba
- Golden Age of Donegan (1962) – UK #3
- Golden Age of Donegan Volume 2 (1963) – UK #15
- Putting On the Style (1978) – UK #51
- King of Skiffle (1998)
- Puttin' On the Style – The Greatest Hits (2003) – UK #45

### EPs
- Skiffle Session (EP) (1956) – UK #20 †
  - „Railroad Bill“ / „Stockalee“ / „Ballad of Jesse James“ / „Ol' Riley“

### Značky
Většina výše uvedeného vyšla pod jménem Lonnieho Donegana, výjimku tvoří takto označené:

† jako the Lonnie Donegan Skiffle Group

‡ jako Lonnie Donegan and his Skiffle Group

¶ jako Lonnie Donegan meets Miki & Griff with the Lonnie Donegan Group

↑ jako Lonnie Donegan and his Group

↓ jako Lonnie Donegan and Wally Stott's Orchestra

♠ jako Miki and Griff with the Lonnie Donegan Group